# گراتز ۱۴۲۵۶۲
سیارک ۱۴۲۵۶۲ (به انگلیسی: 142562 Graetz، نامگذاری:2002TL69) صد و چهل و دو هزار و پانصد و شصت و دومین سیارک کشف شده‌است که در ۱۰ اکتبر ۲۰۰۲ کشف شد.